# Samuel R. Delany
Samuel R. Delany, nome completo Samuel Ray Delany Jr. (New York, 1º aprile 1942), è uno scrittore, glottoteta e critico letterario statunitense.

## Biografia
Delany nacque nel 1942 e crebbe ad Harlem. Sua madre, Margaret Delany, lavorava presso la biblioteca pubblica di New York, mentre il padre gestì, dal 1938 fino alla sua morte, avvenuta nel 1960, un servizio di pompe funebri, Levy and Delany Funeral Home sulla 7th Avenue ad Harlem. Alle scuole superiori Delany incontrò la poetessa Marilyn Hacker, che sarebbe poi divenuta sua moglie nel 1961 e dalla quale avrebbe avuto una figlia. Entrambi avevano una visione aperta del matrimonio e si riconoscevano come bisessuali, e ebbero diverse relazioni con altre donne e uomini durante il matrimonio. Dopo diversi anni di separazione, i due hanno divorziato nel 1980, restando però in buoni rapporti.
Delany ha iniziato a scrivere storie di fantascienza intorno ai vent'anni. Pubblicò nove romanzi tra il 1962 e il 1968, oltre a varie storie brevi. Il suo decimo e più popolare romanzo, Dhalgren, fu pubblicato nel 1974. Tra la fine degli anni settanta e gli anni ottanta si dedicò al ciclo di Nevèrÿon composto da quattro volumi. Delany ha pubblicato varie autobiografie più o meno romanzate relative alla sua vita come scrittore afroamericano e queer nell'ambito di un matrimonio aperto, inclusa The Motion of Light in Water vincitrice di un premio Hugo.
Dal 1988 ha insegnato lettere e letteratura comparata in varie università. Nota è anche la sua attività come critico letterario, per la quale ha ricevuto il Pilgrim Award nel 1985. Delany ha ricevuto il premio Damon Knight Memorial Grand Master 2013, il più prestigioso riconoscimento alla carriera che viene assegnato nell'ambito della fantascienza. Nel 2021 è stato insignito dell'Anisfield-Wolf Book Award alla carriera.

## Temi
I temi prevalenti e ricorsivi nell'opera di Delany sono la mitologia, la memoria, il linguaggio e la percezione. La maggior parte dei suoi romanzi trattano uno o più di questi elementi.

## Opere

### Narrativa

#### La Caduta delle Torri (The Fall of the Towers)
1. La città morta (Captives of the Flame, poi Out of the Dead City) nel volume doppio Captives of the Flame / The Psionic Menace, Ace Double #F-199, Ace Books, 1963; revisionato e rintitolato Out of the Dead City, Sphere Books, 1968. Trad. Maria Luisa Cesa Bianchi, I Libri Pocket 548, Longanesi & C., 1976.
2. Le torri di Toron (The Towers of Toron) nel volume doppio The Towers of Toron / The Lunar Eye, Ace Double #F-261, Ace Books, 1964. Trad.  Maria Luisa Cesa Bianchi, Fantapocket 1, Longanesi & C., 1976.
3. La città dai mille soli (City of a Thousand Suns), Ace Books, 1965. Trad.  Maria Luisa Cesa Bianchi, Fantapocket 3, Longanesi & C., 1976.

La trilogia è stata riunita nell'omnibus The Fall of the Towers, Ace Books, 1970, edito in italiano come La caduta delle torri, Varia 21, Longanesi & C., novembre 1976.

#### Ciclo di Nevèrÿon
Solo il primo volume della tetralogia è edito in italiano.
1. Storie di Nevèrÿon (Tales of Nevèrÿon), Bantam Books, 1979. Trad. Roberta Rambelli, Fantascienza 7, Armenia Editore, 1980. Raccolta di tre romanzi brevi e tre racconti.
2. Neveryóna or: The Tale of Signs and Cities, Bantam Books, 1983.
3. Flight from Nevèrÿon, Bantam Books, 1985. Raccolta di due romanzi brevi e due racconti.
4. The Bridge of Lost Desire, Arbor House, 1987; revisionato e rintitolato Return to Neveryon, Grafton, 1989. Raccolta di tre romanzi brevi.

Si ricollega tematicamente a questa serie anche un romanzo realistico, altrimenti auto-conclusivo:
- Phallos, Bamberger Books, 2004; espanso e riedito per Wesleyan University Press, 2013.

#### Romanzi autoconclusivi
Sono elencati sia i romanzi veri e propri (novel) sia i romanzi brevi (novella).
- I gioielli di Aptor (The Jewels of Aptor) nel volume doppio The Jewels of Aptor / Second Ending, Ace Double #F-173, Ace Books, 1962; revisionato ed espanso per la riedizione in volume autonomo Ace Books, 1968, e poi di nuovo per quella Sphere Books, 1971. Trad. Giampaolo Cossato e Sandro Sandrelli, Fantacollana 1, Editrice Nord, 1973.
- La ballata di Beta-2 (The Ballad of Beta-2) nel volume doppio Alpha Yes, Terra No! / The Ballad of Beta-2, Ace Double #M-121, Ace Books, 1965. Trad. Vittorio Curtoni e Gianni Montanari, Galassia 122, Casa Editrice La Tribuna, 15 luglio 1970.
- Stella imperiale (Empire Star) nel volume doppio The Tree Lord of Imeten / Empire Star, Ace Double #M-139, Ace Books, 1966. Trad. Giampaolo Cossato e Sandro Sandrelli in Robot 12, Armenia Editore, aprile 1977.
- Babel-17 (Babel-17), Ace Books, 1966; revisionato per la riedizione Bantam Books, 1982. Trad. Gianni Montanari, Galassia 143, Casa Editrice La Tribuna, 1 giugno 1971.
- Il Buco tra le stelle (The Star Pit), Worlds of Tomorrow febbraio 1967. Trad. Paolo Busnelli in Al servizio di uno strano potere. 10 racconti, Robot 35, Armenia Editore, Febbraio 1979.
- Einstein perduto o Una favolosa tenebra informe (The Einstein Intersection), Ace Books, 1967. Trad. Maria Teresa Guasti, Galassia 147, Casa Editrice La Tribuna, 1 agosto 1971.
- Al servizio di uno strano potere (Lines of Power, poi We, in Some Strange Power's Employ, Move on a Rigorous Line), The Magazine of Fantasy and Science Fiction maggio 1968. Trad. Paolo Busnelli nell'antologia Al servizio di uno strano potere. 10 racconti, Robot 35, Armenia Editore, febbraio 1979.
- Nova (Nova), Doubleday, 1968. Trad. Renato Prinzhofer, Cosmo. Collana di Fantascienza 22, Editrice Nord, 1973.
- The Tides of Lust, Lancer Books, 1973; ristampato come Equinox, Masquerade Books / Rhinoceros Publications, 1994.
- Dhalgren (Dhalgren), Bantam Books, 1974. Trad. Roberta Rambelli, Slan. Il Meglio della Fantascienza 69, Libra Editrice, 1982.
- Triton (Triton), A Frederik Pohl Selection 9, Bantam Books, 1976. Trad. Franco Giambalvo, I Libri di Robot 8, Armenia Editore, 1978.
- Stars in My Pocket Like Grains of Sand, Bantam Books, 1984.
- They Fly at Çiron, nell'antologia They Fly at Çiron, Incunabula, 1993.
- The Mad Man, Richard Kasak UK, 1994.
- Hogg , Black Ice Books / Fiction Collective Two, 1995.
- Atlantis: Model 1924, nella raccolta Atlantis: Three Tales, Incunabula, 1995.
- Dark Reflections, Carroll & Graf, 2007.
- Through the Valley of the Nest of Spiders, prima edizione con errori tipografici Magnus Books, 2012; prima ristampa conforme al testo corretto auto-pubblicata, 2020.
- The Atheist in the Attic, serializzato in due puntate in Conjunctions, 2016.
- Voyage, Orestes!, Bamberger Books, 2019.

#### Raccolte di racconti
- Al servizio di uno strano potere. 10 racconti (Driftglass), Doubleday, 1971; trad. Paolo Busnelli, Robot 35, Armenia Editore, Febbraio 1979. Comprende i due romanzi brevi Il Buco delle stelle (The Star Pit) e Al servizio di uno strano potere (We, in Some Strange Power's Employ, Move on a Rigorous Line) e otto racconti; la tradizione italiana include anche testi d'apparato di Piergiorgio Nicolazzini.
- Distant Stars, Bantam Books, 1981. Comprende i due romanzi brevi Stella imperiale (Empire Star) e Al servizio di uno strano potere (We, in Some Strange Power's Employ, Move on a Rigorous Line) e cinque racconti, con introduzione di Delany stesso.
- Driftglass/Starshards, Grafton, 1993. Comprende tutti i materiali già riuniti nelle antologie Driftglass e Distant Stars e due racconti aggiuntivi (atti a evitare duplicati), per un totale di tre romanzi brevi, quindici racconti e un'introduzione.
- They Fly at Çiron, Incunabula, 1993. Comprende il romanzo eponimo e due racconti, con introduzione di Delany stesso.
- Atlantis: Three Tales, Incunabula, 1995. Comprende il romanzo breve Atlantis: Model 1924 e due racconti, con introduzione di Delany stesso.
- Aye, and Gomorrah: Stories, Vintage Books, 2003. Comprende i due romanzi brevi The Star Pit e Al servizio di uno strano potere (We, in Some Strange Power's Employ, Move on a Rigorous Line) e tredici racconti, con introduzione di Delany stesso. Pressoché tutto il materiale era già apparso in Driftglass/Starshards.

### Saggistica

#### Critica letteraria
- The Jewel-Hinged Jaw: Notes on the Language of Science Fiction, Dragon Press, 1977. Raccolta di quattordici saggi.
- The American Shore: Meditations on a Tale of Science Fiction by Thomas M. Disch — Angouleme, Dragon Press, 1978.
- Starboard Wine: More Notes on the Language of Science Fiction, Dragon Press, 1984. Raccolta di quattordici saggi.
- Wagner/Artaud: A Play of 19th and 20th Century Critical Fictions, Ansatz Press, 1988.
- The Straits of Messina, Serconia Press, 1989. Raccolta di nove saggi. ISBN 0-934933-04-9
- Silent Interviews, Wesleyan University Press, 1994. Raccolta di dodici interviste rilasciate da Delany. ISBN 0-8195-6280-7
- Longer Views, University Press of New England, 1996. Raccolta di sei saggi, fra cui Wagner/Artaud: A Play of 19th and 20th Century Critical Fictions. ISBN 0-8195-6293-9
- Shorter Views: Queer Thoughts & the Politics of the Paraliterary, University Press of New England, 1999. ISBN 0-8195-6369-2
- About Writing: Seven Essays, Four Letters, & Five Interviews, Wesleyan University Press, 2006. Raccolta di sei saggi, quattro lettere e cinque interviste. ISBN 0-8195-6716-7
- Occasional Views, edito diviso nei due volumi "More About Writing" and Other Essays e "The Gamble" and Other Essays, Wesleyan University Press, 2021.
- Of Solids and Surds, Why I Write 4, Yale University Press, 2021.
- The Tragedy of Ophelia: Two Essays, auto-pubblicato, 2021. Raccolta di due saggi sull'Otello di William Shakespeare.

#### Autobiografie ed epistolari
- Heavenly Breakfast: An Essay on the Winter of Love, Bantam Books, 1979. Ricostruisce l'esperienza di Delany in una comune di New York durante la Summer of Love. ISBN 0-553-12796-9
- The Motion of Light in Water, Arbor House / William Morrow, 1988. Ricostruisce la giovinezza di Delany all'intersezione fra la comunità gay newyorkese e il circolo degli autori di fantascienza. ISBN 0-87795-947-1
- Times Square Red, Times Square Blue, New York University Press, 1999. Raccolta di due saggi complementari di sociologia che adottano come caso di studio Times Square. ISBN 0-8147-1919-8
- Bread & Wine: An Erotic Tale of New York, Juno Books, 1999. Autobiografia a fumetti disegnata da Mia Wolff con introduzione di Alan Moore. ISBN 1-890451-02-9
- 1984: Selected Letters, Voyant Publishing, 2000. ISBN 0-9665998-1-0
- About Writing: Seven Essays, Four Letters, & Five Interviews, Wesleyan University Press, 2006. Raccolta di sei saggi, quattro lettere e cinque interviste. ISBN 0-8195-6716-7
- Letters from Amherst: Five Narrative Letters, Wesleyan University Press, 2019.

## Riconoscimenti e premi
Si elencano solo le vittorie e non anche le candidature.
- 1967 Premio Nebula per il miglior romanzo a Babel-17 (Babel-17).
- 1968 Premio Nebula per il miglior racconto breve a "Sì, e Gomorra..." ("Aye, and Gomorrah...").
- 1968 Premio Nebula per il miglior romanzo a Einstein perduto (The Einstein Intersection).
- 1970 Premio Hugo per il miglior racconto breve a "Il tempo considerato come una spirale di pietre semipreziose" ("Time Considered as a Helix of Semi-Precious Stones").
- 1970 Premio Nebula per il miglior racconto a "Il tempo considerato come una spirale di pietre semipreziose" ("Time Considered as a Helix of Semi-Precious Stones").
- 1985 Premio Pilgrim per gli studi sulla fantascienza conferito dalla Science Fiction Research Association.
- 1997 Premio David R. Kessler per gli studi in ambito LGBT conferito dal CLAGS: The Center for LGBTQ Studies.
- 2002 Inclusione nella Science Fiction and Fantasy Hall of Fame del Museum of Pop Culture di Seattle, Washington.
- 2004 Lambda Literary Award categoria Pioneer alla carriera.
- 2010 Premio J. Lloyd Eaton alla carriera conferito dalla Eaton Science Fiction Conference.
- 2014 Premio Damon Knight Memorial Grand Master alla carriera conferito dalla Science Fiction and Fantasy Writers of America.
- 2016 Inclusione nella New York State Writers Hall of Fame.
- 2018 Premio Locus per il miglior racconto lungo a "The Hermit of Houston".
- 2021 Anisfield-Wolf Book Award alla carriera.
- 2021 Sir Arthur Clarke Imagination in Service to Society Award for Outstanding Contributions to Fiction, Criticism and Essays on Science Fiction, Literature and Society conferito dalla Arthur C. Clarke Foundation.